# Azusa (Californië)
Azusa is een plaats (city) in de Amerikaanse staat Californië, en valt bestuurlijk gezien onder Los Angeles County.

## Demografie
Bij de volkstelling in 2000 werd het aantal inwoners vastgesteld op 44.712.
In 2006 is het aantal inwoners door het United States Census Bureau geschat op 47.074, een stijging van 2362 (5,3%).

## Geografie
Volgens het United States Census Bureau beslaat de plaats een oppervlakte van
23,1 km², geheel bestaande uit land. Azusa ligt op ongeveer 156 m boven zeeniveau.

## Plaatsen in de nabije omgeving
De onderstaande figuur toont nabijgelegen plaatsen in een straal van 8 km rond Azusa.